# Phuphania globosa
Phuphania globosa is een slakkensoort uit de familie van de Dyakiidae. De wetenschappelijke naam van de soort is voor het eerst geldig gepubliceerd in 2007 door Tumpeesuwan, Naggs en Panha.

## Voorkomen
De soort komt voor in Phu Phan in het noordoosten van Thailand.